# Nobukazu Teranishi
Nobukazu Teranishi (* 1953 in Japan)  ist ein japanischer Physiker, bekannt für die Erfindung der Pinned Photodiode ('PPD). Sie ist die meist verwendete Photodektor-Struktur in CCD und CMOS-Bildsensoren.
Teranishi studierte Physik an der Universität Tokio und war ab 1978 bei der NEC Corporation. 1980 erfand er dort die PPD (Namensgebung 1984), die vielfach in Digitalkameras Anwendung findet. Sie reduzierte die
Pixel-Größe im Vergleich zum CCD-Sensor. 2000 wechselte er von NEC zu Panasonic, wo er bis 2013 blieb. Er ist Professor an der Präfekturuniversität Hyōgo und der Shizuoka-Universität.
2017 erhielt er mit Eric Fossum, George Elwood Smith und Michael Tompsett für die Entwicklung von digitalen Bildsensoren den Queen Elizabeth Prize for Engineering.
Er ist Fellow des IEEE und erhielt 2013 deren J. J. Ebers Award. Außerdem erhielt er Medaillen der Royal Photographic Society (2010) und der Photographic Society of America (2011) und den Yamazaki Teeichi Award (2013) der  Foundation for Promotion of Material Science and Technology of Japan (MST).

## Schriften
- N. Teranishi, A. Kohono, Y. Ishihara, E. Oda, K. Arai: No image lag photodiode structure in the interline CCD image sensor, in: Proc. IEDM, Dezember 1982, S. 324–327
- N.  Teranishi,  H.  Watanabe,  T.  Ueda,  N.  Sengoku: Evolution of  optical  structure  in  image  sensors, in: Proc. IEDM,  Dezember  2012, S. 533–536.